# 尚蒂市 (明尼蘇達州)
尚蒂市（英語：Shanty Town）是位於美國明尼蘇達州奧姆斯特德縣塞勒姆鎮區的一個非建制地區。

## 地理
尚蒂市所處的海拔為高於海平面343米（即1125英呎），而該地所採用的時區為UTC-6，即北美中部時區（CST）。同時該地設有夏令時間，為UTC-6調快一小時，即UTC-5（CDT）。